# Jamesonia bogotensis
Jamesonia bogotensis är en kantbräkenväxtart som beskrevs av Karst. Jamesonia bogotensis ingår i släktet Jamesonia och familjen Pteridaceae. Inga underarter finns listade.